# Louis Augustin Lamy d'Hangest
Pour les articles homonymes, voir Lamy.
Louis Augustin Lamy d'Hangest, né le 28 août 1731 à Wissignicourt (Aisne), où il est mort le 21 novembre 1819, est un général français de la Révolution et de l’Empire.

## Vie familiale
Il est le fils de Louis Lamy, sieur de Hangest, chevalier de Saint-Louis, officier d’artillerie (1731), et de Marie Antoinette Roussel.  
En 1753, il se marie avec Marie Anne Fontaine, fille de Pierre François Fontaine, alors procureur du roi de la maîtrise des eaux et forêts de La Fère et Saint-Quentin (1753), futur subdélégué de l'intendant de Soissons à La Fère (1768-83), futur maire de La Fère (1780-83), et d'Anne Catherine Cambronne. De leur mariage naît (au moins) une fille Marie Louise Françoise Lamy d'Hangest qui épouse Sébastien Charles Jacques de Commines de Marsilly, chevalier, capitaine d’artillerie (1780) ; leur fils est Claude Louis de Commines de Marsilly. 
Par le mariage de sa sœur Marie Angélique en 1757, Louis Augustin devient le beau-frère de Paul Bosc d'Antic.

## États de service
Il entre en service le 1er janvier 1742, comme surnuméraire au corps royal de l'artillerie, il passe sous-lieutenant en 1744, et officier en pied le 1er juin 1746. Il participe aux guerres de Flandre de 1744 à 1748, et il assiste aux sièges de Menin, d'Ypres, de Furnes, de Tournai, d'Oudenarde, d'Anvers, de Maastricht, et à la bataille de Rocourt le 11 octobre 1746. 
Il est nommé capitaine en second le 1er mai 1756, et il sert pendant la Guerre de Sept Ans de 1757 à 1762, Il prend part aux sièges la citadelle de Münster, aux batailles de Clostercamp le 15 octobre 1760, de  Grünberg le 21 mars 1761 et de  Freiberg le 29 octobre 1762. 
En 1768 il est appelé au commandement en second de l'artillerie, et il est nommé major de cette arme le 24 mars 1769. Il prend rang de lieutenant-colonel le 16 juin 1770, et il est fait chevalier de Saint-Louis le 7 décembre 1776. À la bataille de Clostercamp, il a un cheval tué sous lui en conduisant un caisson de cartouches au régiment d'Auvergne. Cette circonstance lui vaut le 28 août 1787 une pension de 600 livres sur l'ordre de Saint-Louis. Il passe comme titulaire dans le régiment d'Auxonne le 1er janvier 1777. Il est nommé colonel le 5 avril 1778. Le 3 janvier 1779 il est appelé au commandement du régiment de Grenoble, et il est employé en qualité de major général de l'artillerie réunie à Dunkerque. 
Il passe brigadier le 1er janvier 1784, et il est promu maréchal de camp le 9 mars 1788. Il prend les fonctions d’inspecteur général d'artillerie le 27 juillet 1791 pour la Corse et les côtes de Provence, et le 7 septembre 1792 il est nommé lieutenant général. Il passe alors au commandement de l'artillerie de l'armée du Nord, et il est chargé de la direction du siège de Maastricht. 
En 1792 il a trois fois le commandement par intérim de l'armée du centre, notamment depuis le départ de Lafayette jusqu'à l'arrivée de Dumouriez. Lors de la bataille de Valmy, il commande la 1re brigade de l'aile droite. Sa conduite pendant cet intervalle lui mérite les éloges du ministre de la guerre. 
Accusé de royalisme il est suspendu provisoirement de ses fonctions le 25 juillet 1793. Il est réintégré par arrêté du Comité de salut public le 7 nivôse an III (27 décembre 1794), et il obtint le 7 vendémiaire an IV (29 septembre 1795), une pension de retraite de 4 000 francs. 
Le premier Consul le relève de cette position, et lui confie le 10 vendémiaire an XI (2 octobre 1802) l'emploi d'inspecteur aux revues dans la 23e division militaire en Corse. Il est fait chevalier de la Légion d'honneur le 4 germinal an XII (25 mars 1804). 
Il est admis de nouveau à la retraite le 11 germinal an XII (1er avril 1804).
Il meurt le 21 novembre 1819 à Wissignicourt.

## Sources
- (en) « Generals Who Served in the French Army during the Period 1789 - 1814: Eberle to Exelmans »
- Thierry Pouliquen, « Les généraux français et étrangers ayant servis [sic] dans la Grande Armée » (consulté le 10 mars 2014)
- A. Lievyns, Jean Maurice Verdot, Pierre Bégat, Fastes de la Légion-d'honneur, biographie de tous les décorés accompagnée de l'histoire législative et réglementaire de l'ordre, Bureau de l’administration, janvier 1844, 640 p. (lire en ligne), p. 372.
- « Cote LH/1463/104 », base Léonore, ministère français de la Culture
- (pl) « Napoléon.org.pl »